# Echinargus nyagora
Echinargus nyagora är en fjärilsart som beskrevs av Jean Baptiste Boisduval 1870. Echinargus nyagora ingår i släktet Echinargus och familjen juvelvingar. Inga underarter finns listade i Catalogue of Life.